# ウィリアム・マクマートリー
ウィリアム・マクマートリー（英語：William McMurtrie、1851年3月10日 – 1913年5月14日）は、アメリカの化学者である。米国の甜菜産業を立ち上げることを手助けしたとして知られる。

## 生涯・経歴
ニュージャージー州ベルビデール付近の農家で、父・アブラム・マクマートリーと母・アルミラ・スミスの間に生まれる。1871年にはラファイエット大学を鉱山技師の学士号を取得し卒業した。1871年から1872年の間は大学院で研究をしていた。のち、米国農務省の助化学者として任命された。1873年には部門の主任化学者に任命され、1878年まで務めた。1875年にラファイエット大学初の化学の博士号を授与する。1876年4月5日、ヘレン・ダグラスと結婚し、2人の子供が生まれた。 
マクマートリー博士は、農務省の代表として1878年のパリ万国博覧会を訪れた。1879年に同省の特別捜査官となり、農業技術に関する情報の収集を担当した。翌年、フィラデルフィアで開催された羊・羊毛・羊毛製品の国際展示会で農業委員の代表を務めた。1880年に出版されたマクマートリー博士の報告書「Report on the culture of the sugar beet and the manufacture of sugar therefrom in France and the United States」は、米国の甜菜産業を立ち上げることに役立った。 
1882年から1888年の間、マクマートリー博士はイリノイ大学の化学教授を務めた。1884年に、イリノイ州農業委員会の化学者に指名され 、1886年にイリノイ農業ステーションの化学者になった。1888年にはニューヨークに移り、ニューヨーク・タルタル・カンパニーの化学者として働き、商業業界に参入した。1896年、米国科学振興協会の化学部門の副会長に選ばれた。1900年にはアメリカ化学会会長になった。1906年から1912年までは、ラファイエット大学の管財人も務めた。キャリアの間、米国農務省のために多数の報告書を書いた。 

## 授章
- 1883年、Chevalier de Merite Agricole（フランス農事功労章）